# Маршалл, Джон Хьюберт
Сэр Джон Хью́берт Ма́ршалл (англ. John Hubert Marshall; 19 марта 1876, Честер, Англия — 17 августа 1958, Гилфорд, Англия) — британский археолог, главный директор Археологического управления Индии с 1902 по 1931 год. Он был ответственен за раскопки, которые привели к открытию Хараппы и Мохенджо-Даро, двух важнейших городов Индской цивилизации.

## Биография
Родился в Честере 19 марта 1876 года в семье адвоката Фредерика Маршалла. Джон получил образование в Далидж-колледже, а также в Королевском колледже, Кембриджского университета (1895—1898). Во время своего обучения в Британской школе в Афинах (1898—1901) он принимал участие в раскопках на Крите.
В 1902 году лордом Керзоном он был назначен главным директором Археологического управления Индии. Путём реорганизации управления Маршалл добился значительного расширения его сферы действия, модернизировал сам подход к археологии на этом континенте, введя программу каталогизации и консервации древних артефактов и монументов, как то индийские храмы, скульптуры, произведения живописи и т. д. Эти целенаправленные усилия привели к сохранению древних памятников по всей территории Индии.
Также Маршалл стал инициатором масштабной программы раскопок. Благодаря ему индийцы были впервые допущены к участию в раскопках в своей собственной стране. Много внимания было им уделено исторической области Гандхаре, в современном Пакистане. В 1913 году он начал раскопки в одном из важнейших городов региона — Таксиле, которые длились около 20 лет. Результатом стали находки огромного количества ювелирных изделий и предметов домашнего быта. В 1918 году он заложил основы музея Таксилы. Коллекция последнего содержит много памятников древности, а также один из немногих портретов Маршалла. Во время своей деятельности он работал также в других местах, включая буддийские центры Санчи и Сарнатх, занимаясь раскопками и восстановлением памятников. Итоги проделанной работы Маршалл подвел в своём труде «Монументы Санчи» (англ. The Monuments of Sanchi), изданном в 1939 году в трёх томах.
Важным результатом его программы стали находки в Хараппе (1921) и Мохенджо-Даро (1922) в современном Пакистане. Раскопки этих и других городов открыли неизвестную до того древнюю цивилизацию, которой Маршалл посвятил свой труд «Мохенджо-Даро и Индская цивилизация» (англ. Mohenjo-Daro and the Indus Civilisation), изданный в 1939 году в трёх томах. В 1931—1936 годах работал на Правительство Индии.
В 1914 году Джон Маршалл получил титул рыцаря.

## Научные труды

### Монографии
- Marshall, John (ed.) (1931). Mohenjo-Daro and the Indus Civilization.
  - Volume 1
  - Volume 2
- Marshall, John H. (1960). The Buddhist Art of Gandhara: the Story of the Early School, Its Birth, Growth and Decline. Cambridge: Cambridge University Press.
- * Sir John Marshall, A Guide to Taxila. Calcutta: Superintendant Government Printing, India, 1918 (Marshall, John H. (1960 (4th ed.)). A Guide to Taxila. Cambridge: Cambridge University Press)
- Marshall, John H.; M. B. Garde (1927). The Bagh Caves in the Gwalior State. London: The India Society.
- Marshall, John H.; Foucher, Alfred. The Monuments of Sanchi (3 vol.).
- Marshall, John H. (1918). A Guide to Sanchi. Calcutta: Superintendent, Government Printing.

### Статьи
- J. H. Marshall, «The Date of Kanishka», Journal of the Royal Asiatic Society of Great Britain and Ireland[англ.], 1914, pp. 973—986.